# Campionato polacco di pallamano maschile
Il campionato polacco di pallamano maschile è l'insieme dei tornei istituiti ed organizzati dalla Związek Piłki Ręcznej w Polsce, la federazione dei polacca di pallamano.

La prima stagione si disputò nel 1953; dall'origine a tutto il 2024 si sono tenute 71 edizioni del torneo.

La squadra che vanta il maggior numero di campionati vinti è il Kielce con 20 titoli; l'attuale squadra campione in carica è il Wisła Płock.

## Organizzazione del campionato

### Struttura
Quella che segue è una sintetica struttura dei primi 2 livelli del torneo.
| Livello | Campionato               | Campionato               | Campionato               | Campionato               | Campionato               | Campionato               | Campionato               | Campionato               |
| 1       | PGNiG Superliga 14 clubs | PGNiG Superliga 14 clubs | PGNiG Superliga 14 clubs | PGNiG Superliga 14 clubs | PGNiG Superliga 14 clubs | PGNiG Superliga 14 clubs | PGNiG Superliga 14 clubs | PGNiG Superliga 14 clubs |
| 2       | 1 liga 12 clubs          | 1 liga 12 clubs          | 1 liga 12 clubs          | 1 liga 12 clubs          | 1 liga 12 clubs          | 1 liga 12 clubs          | 1 liga 12 clubs          | 1 liga 12 clubs          |

### PGNiG Superliga
La PGNiG Superliga è il massimo campionato maschile e si svolge tra 14 squadre.

Si compone di una stagione regolare in cui i club si affrontano in un girone all'italiana con partite di andata e ritorno; successivamente vengono disputati i play-off per il titolo e i play-out per la retrocessione.

La squadra 1ª classificata al termine della stagione è proclamata campione di Polonia.

La squadra classificata al 14º posto in classifica retrocede in 1. Liga, la seconda divisione del campionato, nella stagione successiva.

## Albo d'oro
| Edizione | Vincitore       |
| -------- | --------------- |
| 1954-55  | Sparta Katowice |
| 1955-56  | Sparta Katowice |
| 1956-57  | Sparta Katowice |
| 1957-58  | Śląsk Wrocław   |
| 1958-59  | Sparta Katowice |
| 1959-60  | Sparta Katowice |
| 1960-61  | Śląsk Wrocław   |
| 1961-62  | Śląsk Wrocław   |
| 1962-63  | Śląsk Wrocław   |
| 1963-64  | AZS Katowice    |
| 1964-65  | Śląsk Wrocław   |
| 1965-66  | Wybrzeże Gdańsk |
| 1966-67  | Śląsk Wrocław   |
| 1967-68  | Spojnia Gdańsk  |
| 1968-69  | Spojnia Gdańsk  |
| 1969-70  | Spojnia Gdańsk  |
| 1970-71  | Grunwald Poznan |
| 1971-72  | Śląsk Wrocław   |
| 1972-73  | Śląsk Wrocław   |
| 1973-74  | Śląsk Wrocław   |
| 1974-75  | Śląsk Wrocław   |
| 1975-76  | Śląsk Wrocław   |
| 1976-77  | Śląsk Wrocław   |
| 1977-78  | Śląsk Wrocław   |
| 1978-79  | Hutnik Cracovia |

| Edizione | Vincitore       |
| -------- | --------------- |
| 1979-80  | Hutnik Cracovia |
| 1980-81  | Hutnik Cracovia |
| 1981-82  | Śląsk Wrocław   |
| 1982-83  | Anilana Lódz    |
| 1983-84  | Wybrzeże Gdańsk |
| 1984-85  | Wybrzeże Gdańsk |
| 1985-86  | Wybrzeże Gdańsk |
| 1986-87  | Wybrzeże Gdańsk |
| 1987-88  | Wybrzeże Gdańsk |
| 1988-89  | Pogori Zabrze   |
| 1989-90  | Pogori Zabrze   |
| 1990-91  | Wybrzeże Gdańsk |
| 1991-92  | Wybrzeże Gdańsk |
| 1992-93  | Kielce          |
| 1993-94  | Kielce          |
| 1994-95  | Wisła Płock     |
| 1995-96  | Kielce          |
| 1996-97  | Śląsk Wrocław   |
| 1997-98  | Kielce          |
| 1998-99  | Kielce          |
| 1999-00  | Wybrzeże Gdańsk |
| 2000-01  | Wybrzeże Gdańsk |
| 2001-02  | Wisła Płock     |
| 2002-03  | Kielce          |
| 2003-04  | Wisła Płock     |

| Edizione | Vincitore       |
| -------- | --------------- |
| 2004-05  | Wisła Płock     |
| 2005-06  | Wisła Płock     |
| 2006-07  | Zaglebie Lubino |
| 2007-08  | Wisła Płock     |
| 2008-09  | Kielce          |
| 2009-10  | Kielce          |
| 2010-11  | Wisła Płock     |
| 2011-12  | Kielce          |
| 2012-13  | Kielce          |
| 2013-14  | Kielce          |
| 2014-15  | Kielce          |
| 2015-16  | Kielce          |
| 2016-17  | Kielce          |
| 2017-18  | Kielce          |
| 2018-19  | Kielce          |
| 2019-20  | Kielce          |
| 2020-21  | Kielce          |
| 2021-22  | Kielce          |
| 2022-23  | Kielce          |
| 2023-24  | Wisła Płock     |
| 2024-25  | Wisła Płock     |

## Riepilogo vittorie per club
| Numero | Club            | Anni |
| ------ | --------------- | --- |
| 20     | Kielce          | 1992-93, 1993-94, 1995-96, 1997-98, 1998-99, 2002-03, 2008-09, 2009-10, 2011-12, 2012-13, 2013-14, 2014-15, 2015-16, 2016-17, 2017-18, 2018-19, 2019-20, 2020-21, 2021-22, 2022-23 |
| 15     | Śląsk Wrocław   | 1957-58, 1960-61, 1961-62, 1962-63, 1964-65, 1966-67, 1971-72, 1972-73, 1973-74, 1974-75 1975-76, 1976-77, 1977-78, 1981-82, 1996-97                                               |
| 10     | Wybrzeże Gdańsk | 1965-66, 1983-84, 1984-85, 1985-86, 1986-87, 1987-88, 1990-91, 1991-92, 1999-00, 2000-01                                                                                           |
| 9      | Wisła Płock     | 1994-95, 2001-02, 2003-04, 2004-05, 2005-06, 2007-08, 2010-11, 2023-24, 2024-25 |
| 5      | Sparta Katowice | 1954-55, 1955-56, 1956-57, 1958-59, 1959-60 |
| 3      | Hutnik Cracovia | 1978-79, 1979-80, 1980-81 |
| 3      | Spojnia Gdańsk  | 1967-68, 1968-69, 1969-70 |
| 2      | Pogori Zabrze   | 1988-89, 1989-90 |
| 1      | Zaglebie Lubino | 2006-07 |
| 1      | Anilana Lódz    | 1982-83 |
| 1      | Grunwald Poznan | 1970-71 |
| 1      | AZS Katowice    | 1963-64 |